# Sofortlotterie

Ein weiteres Beispiel für Sofortlotterie: Zwei Aufreißlose aus Österreich.

Die Sofortlotterie ist eine Lotterie, bei der der Teilnehmer direkt erfährt, ob er gewonnen hat. So muss er nicht auf ein Ergebnis, beispielsweise das eines Pferderennens, warten. Gewinnquoten und -chancen werden im Voraus festgelegt und in der Regel auch ausgewiesen. Klassische Beispiele für Formen der Sofortlotterie sind das Rubbellos oder das Aufreißlos.
Die Sofortlotterie ist durch ihren niedrigen Einzelpreis (meist wenige Euro) sehr erfolgreich, allerdings sind die (möglichen) Gewinne bei weitem nicht so hoch wie bei der klassischen Lotterie. Sofortlotterieprodukte finden sich in Deutschland und Österreich in der Regel überall dort, wo auch klassisches staatliches Glücksspiel angeboten wird, beispielsweise in fast allen Lottoannahmestellen.